# Steppa e macchia desertica dell'Azerbaigian
La steppa e macchia desertica dell'Azerbaigian è un'ecoregione dell'ecozona paleartica, definita dal WWF (codice ecoregione: PA1305), che comprende una piccola area dell'Asia sud-occidentale, situata prevalentemente in Azerbaigian ma con propaggini che giungono fin entro i confini di Georgia e Iran.

## Territorio
Il 70% della superficie dell'ecoregione ricade entro i confini dell'Azerbaigian, mentre il rimanente 30% è suddiviso tra il sud-est della Georgia e il nord-ovest dell'Iran. Aridità, estati lunghe e calde e inverni brevi e miti caratterizzano il clima. Si tratta della regione più arida del Caucaso. Le precipitazioni annue medie si aggirano sui 300–400 mm, e le temperature annue medie sui 12-14 °C. L'altitudine varia tra i -27 m (lungo le coste del Caspio) e i 900 m.

## Flora
La diversità della morfologia ha portato allo sviluppo di tre principali tipi di vegetazione: deserto e semi-deserto, boscaglia aperta arida e steppa. Inoltre, entro i confini dell'ecoregione si trovano altri due tipi di habitat, molto meno estesi: foreste alluvionali (o ripariali) lungo il corso dei fiumi e paludi
Tra le principali specie vegetali del deserto figurano specie alofile come Artemisia lerchiana, A. snowitziana, Salsola nodulosa, S. ericoides e S. dendroides, piante effimere come Poa bulbosa e Colpodium humile, e terofite come varie specie dei generi Petrosimonia, Climacoptera, Salicornia e Gamanthus.
La boscaglia aperta si sviluppa sulle colline pedemontane e sui fianchi di montagne non troppo elevate nelle zone più aride della regione. Qui le piante più comuni sono tre specie di ginepro (Juniperus) e la decidua Pistacia mutica. Nel sottobosco si trovano arbusti spinosi (Paliurus spina-christi) e altre specie come Jasminum fruticans, Berberis iberica, Rhamnus pallasii, Cerasus spp., ecc.
Nella regione è presente un particolare tipo di steppa caratterizzata da erbe molto alte, simile alla prateria del Nordamerica. La specie dominante di questo tipo di habitat è Bothriochloa ischaemum, ma sono presenti anche alcune specie del genere Stipa caratteristiche delle steppe dell'Ucraina e dell'Asia centrale. Cespugli di Paliurus spina-christi creano una caratteristica comunità nelle zone ricoperte dalla steppa.
Le foreste alluvionali sono dominate da specie relitte come Quercus robur, nonché Populus nigra e Populus × hybrida. Altre specie caratteristiche sono Ulmus minor, Salix excelsa, Tilia rubra e Tamarix ramosissima, senza dimenticare le piante del sottobosco. Nelle poche aree rimaste di questo tipo di foresta trovano rifugio cinghiali, lupi, caprioli, il cervo nobile del Caspio (10-12 esemplari nel santuario di Gardabani in Georgia) e altri grandi mammiferi, oltre a numerose specie di uccelli.

## Fauna
L'ecoregione ospita un gran numero di specie endemiche e in pericolo di estinzione. La diversità faunistica è particolarmente degna di nota. Nell'ecoregione vi sono circa 4000 specie di piante, di cui 300 endemiche del Caucaso, e 15.000 di animali.
Nella regione vivono specie tipiche degli ecosistemi aridi, come la iena striata (Hyaena hyaena), la gazzella gozzuta (Gazella subgutturosa) e il criceto dorato di Turchia (Mesocricetus brandti), ma anche specie piuttosto insolite da trovare in questi ecosistemi, come la lince euroasiatica (Lynx lynx). Altre specie qui presenti sono il cinghiale, l'orso bruno, il lupo, il tasso, la faina, lo sciacallo dorato e il gatto selvatico.
La regione è anche degna di nota per le numerose specie di rettili. Abitano la regione la testuggine greca (Testudo graeca), la vipera levantina (Macrovipera lebetina), il boa delle sabbie (Eryx jaculus) e il colubro saetta (Platyceps najadum). La testuggine greca e la vipera levantina sono particolarmente rare nella regione del Caucaso.
Tra i rappresentanti più caratteristici dell'avifauna vi sono la coturnice orientale (Alectoris chukar), il grifone (Gyps fulvus), l'avvoltoio monaco (Aegypius monachus), l'aquila di mare (Haliaeetus albicilla) e la cicogna nera (Ciconia nigra). Migliaia di galline prataiole svernano nelle pianure. La regione ospita inoltre importanti popolazioni di anseriformi tipici dell'Europa meridionale. Alcuni, come il gobbo rugginoso, la moretta tabaccata e l'anatra marmorizzata, occupano areali relativamente ristretti. Durante le migrazioni e i periodi di svernamento, si fa ancora più accentuata l'importanza della linea costiera e delle zone umide. Oltre a specie presenti tutto l'anno, è possibile trovare qui un gran numero di specie di uccelli acquatici: oltre alle tre specie prima menzionate, fa la sua comparsa anche l'oca lombardella minore, specie minacciata a livello globale.

## Conservazione

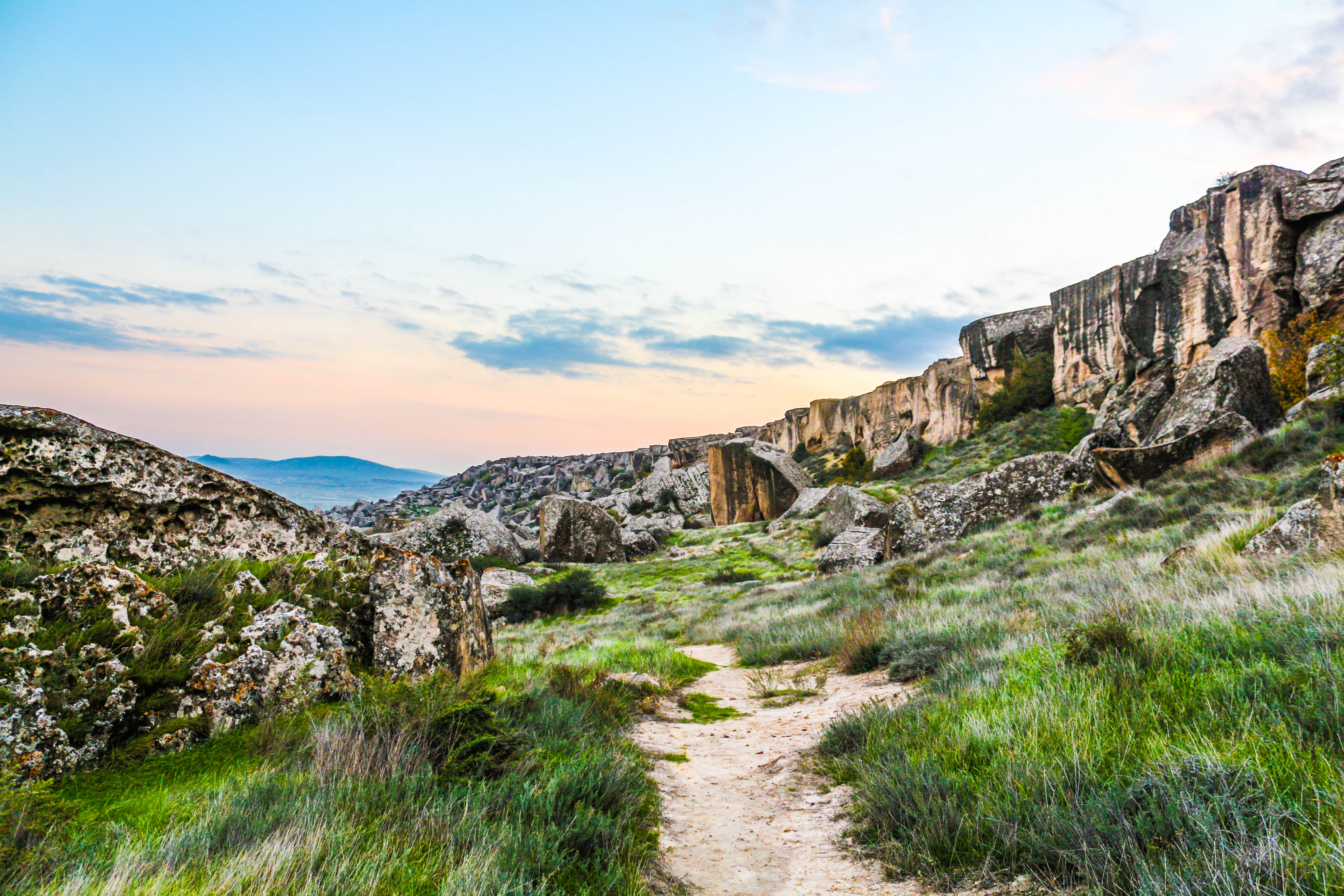
Paesaggio nella riserva statale di Qobustan, Azerbaigian

In Azerbaigian è stato stimato che ben 1,2 milioni di ettari di terreno sono attualmente colpiti da un grave livello di salinizzazione (dovuta all'eccessivo e prolungato utilizzo di fertilizzanti chimici), e quasi 3 milioni di ettari sono danneggiati dal sovrapascolo e dal disboscamento incontrollato. Delle foreste alluvionali e delle boscaglie di pistacchio e ginepro oggi rimane appena il 5-7% della superficie originaria. La iena striata è quasi scomparsa dall'ecoregione e l'unica popolazione in buono stato di gazzella gozzuta (circa 3500 esemplari) è quella ospitata nel parco nazionale di Shirvan.